# Rivière Manouane (rivière Péribonka)
Ne doit pas être confondu avec la rivière Manouane située à La Tuque (Québec).
Pour les articles homonymes, voir Manouane.
La rivière Manouane qui est un affluent de la rivière Péribonka, coule dans le territoire non organisé du Mont-Valin, dans la MRC Le Fjord-du-Saguenay, dans la région administrative du Saguenay-Lac-Saint-Jean, au Québec, au Canada.
La foresterie constitue la principale activité économique de cette vallée ; les activités récréotouristiques, en second ; l'hydro-électricité, en troisième.
Les routes forestières R0258 (sens Nord-Sud) et R0251 desservent la vallée de la rivière Manouane, de la rivière à Georges et de la rivière Manouaniche.
La surface de la rivière Péribonka est habituellement gelée de la fin novembre au début avril, toutefois la circulation sécuritaire sur la glace se fait généralement de la mi-décembre à la fin mars.

## Géographie
Le lac Manouane (longueur : 54 km ; largeur : 33 km ;altitude : 510 m ; superficie : 461 km2) s'avère le plan d'eau de tête de la rivière Manouane.
À partir du barrage à l'embouchure du lac Manouane, le cours de la rivière Manouane descend sur 209,0 km entièrement en zones forestières, selon les segments suivants :
Cours supérieur de la rivière Manouane (segment de 145,3 km)
- 7,8 km vers l'Est en formant un crochet vers le Nord en traversant le lac Opitoune (longueur : 12,7 km ; altitude : 589 m) ;
- 7,5 km vers le Sud en traversant le lac Opitounis (longueur : 4,8 km ; altitude : 521 m) ;
- 13,8 km vers le Sud en formant un crochet vers le Nord-Est et en traversant le lac Otapoco (longueur : 4,8 km ; altitude : 486 m) ;
- 17,3 km vers le Sud-Ouest en traversant le lac du Raccourci (longueur : 4,0 km ; altitude : 491 m) ;
- 47,7 km vers le Sud-Ouest, puis vers le Sud, en recueillant la décharge du lac Panache et du lac de la Radio, ainsi qu'en courbant vers l'Est en fin de segment, jusqu'au ruisseau aux Outardes (venant de l'Est) ;
- 20,3 km vers le Sud jusqu'à la décharge du Lac du Grand Détour (venant du Nord-Est) ;
- 5,0 km vers le Sud-Ouest jusqu'à un coude de rivière correspondant à la décharge du lac du Portage et du lac Suzanne ;
- 25,9 km vers le Nord-Ouest en coupant la route forestière R0251 en recueillant la rivière Naja (venant du Sud et drainant le lac à Paul) et la décharge (venant du Sud) du Lac du Grand Nénuphar, ainsi que le ruisseau Milot (venant du Nord), jusqu'à la confluence de la Petite rivière Manouane (venant du Nord) ;

Cours inférieur de la rivière Manouane (segment de 63,7 km)
- 25,0 km vers le Sud en traversant notamment le lac Duhamel (longueur : 5,0 km ; altitude : 254 m), jusqu'à la confluence de la rivière du Castor-Qui-Cale (venant du Nord-Est) ;
- 2,6 km vers le Sud, jusqu'à la confluence de la rivière Houlière (venant du Nord-Ouest) ;
- 4,0 km vers le Sud, jusqu'à la confluence de la rivière à Georges (venant de l'Est) ;
- 11,6 km vers le Sud, jusqu'à la confluence de la rivière Alma (venant du Nord-Ouest) ;
- 2,9 km vers le Sud, jusqu'à la confluence de la rivière Manouaniche (venant du Sud-Est) ;
- 17,6 km vers le Sud-Ouest, jusqu’à l’embouchure de la rivière[4].

L'embouchure de la rivière Manouane se déverse sur la rive Est de la rivière Péribonka, soit à :
- 18,6 km à l'Ouest du réservoir Pipmuacan ;
- 20,1 km au Nord-Ouest du barrage à l'embouchure du lac Pamouscachiou ;
- 55,8 km au Sud-Est du barrage à l'embouchure du lac Péribonka lequel est traversé par la rivière Péribonka ;
- 108,3 km au Nord de l'embouchure de la rivière Péribonka (confluence avec le lac Saint-Jean ;
- 108,9 km au Nord de l'embouchure du lac Saint-Jean ;

À partir de l’embouchure de la rivière Manouane, le courant descend sur 143,3 km vers le Sud le cours de la rivière Péribonka, traverse le lac Saint-Jean vers l’Est sur 29,3 km, puis emprunte sur 155 km le cours de la rivière Saguenay vers l’Est jusqu'à la hauteur de Tadoussac où il conflue avec le fleuve Saint-Laurent.

## Toponymie
Le toponyme « Manouan » est indiqué sur une carte de 1705. Cette désignation toponymique a été inscrit en 1945 et approuvé le 4 novembre 1948. Ce toponyme a connu plusieurs graphies : Manuan, Manowan, Manouan. Ce toponyme est de source montagnaise, Manauan Shakaikan signifiant « lac où l'on ramasse des œufs ». Cette désignation s'avère un dérivé de manneu, signifiant : « il l'enlève à la main », de uau, œuf, et de shakaikan, lac. Il s'agirait d'une coutume des Montagnais d'aller récolter les œufs des oiseaux dans les îles et sur les rivages de ce lac.
Le toponyme « Rivière Manouane » a été inscrit le 5 décembre 1968 à la Banque des noms de lieux de la Commission de toponymie du Québec.